# Legie Północne
Legie Północne – polskie formacje wojskowe utworzone na mocy dekretów cesarza Napoleona z 20 września 1806 roku podczas wojny z Prusami w celu wykorzystania Polaków służących dotąd w wojsku pruskim.

## Historia
Przystąpiono do tworzenia dwóch Legii. Pierwszą dowodził generał Józef Zajączek, składała się z czterech batalionów, a jej żołnierzami byli Polacy – dezerterzy z armii pruskiej. Druga została powołana 23 września w Norymberdze, jej dowódcą był generał Jan Henryk Wołodkowicz. Każda z Legii miała docelowo liczyć 5000 żołnierzy, jednak stanu tego nigdy nie osiągnięto. I Legia Północna skierowana została w składzie dywizji generała Jeana Ménarda do Szczecina, natomiast II Legia Północna w marcu 1807 roku wcielona została do pierwszej Legii. Późniejsi jej dowódcy to książę Michał Gedeon Radziwiłł i hrabia Maciej Sobolewski. Legia formowała się w Landau, 20 listopada liczyła około 1200 ludzi. 24 listopada wyruszyła na front. Brała udział w walkach na Pomorzu, odznaczyła się w kampanii pod Tczewem i Gdańskiem, a służbę garnizonową pełniła w Twierdzy Wisłoujście.
Na skutek zdecydowanych żądań żołnierzy Legia w 1808 roku weszła w skład Armii Księstwa Warszawskiego i przekształcona została w 5 i 6 pułk piechoty II Legii Księstwa Warszawskiego generała Zajączka.